# Corrado di Hirsau
Corrado di Hirsau (Lat. Conradus Hirsaugiensis) (circa 1070 – circa 1150) è stato un religioso tedesco, monaco appartenente all'ordine di San Benedetto e attivo come scrittore e poeta all’abbazia di Hirsau (o Hirschau), nella diocesi di Spira.

## Biografia
Le informazioni sulla vita e sulla persona di Corrado sono particolarmente scarse. È stato probabilmente allievo del più famoso Guglielmo di Hirsau (m. 1091), abate celebre per aver dato il via in area tedesca alle riforme di stampo cluniacense dall’abbazia dei Santi Pietro e Paolo, del quale poi Corrado ha preso il posto come maestro e direttore della scuola dell’abbazia. Morì circa ottantenne e fu sepolto nel nuovo complesso monasteriale, completato nel 1092. 
Gli sono state attribuite diverse opere che riflettono il suo carattere di insegnante come ad esempio il Dialogus super auctores sive Didascalon in cui stabilisce un cosiddetto accessus, un canone di ventun autori classici e cristiani tardoantichi da studiare nelle scuole.
Il suo biografo più antico, Johannes Trithemius, lo definisce molto dotto ed esperto di sacre scritture, nonché filosofo, retore, musico e poeta, celebre anche con il nome di “Peregrinus”.

## Opere
Le opere attribuite a Corrado ad oggi sono le seguenti:
- Allocutio ad Deum  Breve trattazione sulla ricerca della verità, contenuta nel Dialogus de mundi contemptu vel amore.

- Altercatio Synagogae et Ecclesiae  Dialogo tra il rabbino Gamaliele e l’apostolo Paolo che mette a confronto l’Antico e il Nuovo Testamento.

- De fructibus carnis et spiritus  Opera che per lungo tempo è stata attribuita a Ugo di San Vittore e che si presenta come una raccolta di sentenze, nonché una continuazione del Dialogus de mundi contemptu vel amore.

- De veritatis inquisitione Raccolta di sentenze che va in coppia con l’Allocutio ad Deum e, come questa, compare nel Dialogus de mundi contemptu vel amore.

- Dialogus de cruce  Opera di carattere teologico, il cui argomento è la centralità della croce di Cristo nella storia della Salvezza.

- Dialogus de mundi contemptu vel amore (sive Matricularius)  Dialogo tra un monaco e un chierico, in cui il primo cerca di convincere il secondo della maggiore bontà della vita ritirata monacale.

- Dialogus super auctores (sive Didascalon)  Dialogo tra un maestro e il suo discepolo che costituisce uno dei pochi manuali di letteratura latina medievali giunti fino a noi, che stabilisce un canone di 21 autori da studiare nelle scuole dell’epoca.

- Homo constat ex carne et spiritu  Brevissimo testo che accompagna l’immagine di una croce riportato nel Dialogus de cruce.

- Speculum virginum  Opera dialogica rivolta alle monache, l’obiettivo è mostrare loro la via verso il perfezionamento interiore.

## Controversie

### Peregrinus monachus Hirsaugiensis e l'attribuzione delle opere
Le prime testimonianze riguardo a queste opere, nonché le più invocate, sono quelle di Johannes Trithemius, abate benedettino di Sponheim tra il XV e il XVI secolo. Essendo però un personaggio molto discusso dal punto di vista storiografico e ritenuto alle volte inaffidabile – oltre ad imprecisioni e forzature presenti nelle opere, ha inventato di sana pianta due cronache, utili alle sue ricostruzioni storiche dall’alto tasso ideologico – molti oggi non trovano necessariamente veritiera la sua testimonianza su Corrado. Quello che è certo però è che Tritemio aveva accesso a fondi che oggi sono perduti, e che era tutto sommato uno studioso attento. Nei suoi primi scritti, come il De viris illustribus Ordinis sancti Benedicti stampato per la prima volta nel 1492 e il De scriptoribus ecclesiasticis (nella sua seconda versione provvisoria comparsa anch’essa nel 1492) Tritemio riporta una lista di opere, arricchita nel secondo caso dagli incipit, che vanno sotto il nome di tale "Peregrinus monachus". Nella versione a stampa del De scriptoribus ecclesiasticis del 1494 però l’autore della lista di opere diventa Conradus (Conradus monachus Hirsaugiensis coenobi… sub nomine Peregrini), e questo dopo un viaggio dell’abate proprio a Hirsau. Alla lista viene inoltre aggiunto uno scritto dal titolo De musica et tonis.
La lista proposta sarebbe quindi questa:
| Speculum uirginium In euangelia per annum De uita spiritus et fructu mortis Matricularius De laudibus sancti Benedicti metrice Didascalon De Musica et tonis | li. uiii Collaturo tecum o Theodo. li. i Quia in littera ueteris testa. li. i Cum omnis diuinae paginae sermo. li. i Cum manifestum sit mundum. li. i Lucem uelut solem uirtutum. li. i Quia te video diu uacare. li. i Musica et secundum cuiusdam sa. |

Possiamo qui riconoscere quattro opere ad oggi attribuite a Corrado di Hirsau, alle quali si aggiungono tre incipit: due, riguardanti un commento ai Vangeli e un testo poetico su San Benedetto, non trovano corrispondenza con nessun’opera in nostro possesso attualmente; sull’ultimo invece, riguardante l’opera sulla musica, abbiamo qualche indizio in più. È stato infatti ritrovato da Felix Heinzer un frammento manoscritto che riporta un testo sui toni databile al XII secolo e proveniente proprio da Hirsau che potrebbe essere effettivamente quest’opera perduta. L’abate afferma tra l’altro di essere a conoscenza di altre opere che però non ha potuto visionare e che quindi per questo non possono rientrare nell’elenco.
Anche le opere che oggi conosciamo non riportate nell’elenco (e ricordiamo che l’Allocutio ad Deum, il De veritatis inquisizione, l’Homo constat ex carne et spiritu convergono con il Dialogus de mundi contemptu vel amore nel Matricularius; e che pur con un titolo leggermente differente il De fructibus carnis et spiritus è presente al punto 3 della lista di Tritemio), ovvero il Dialogus de cruce e l’Altercatio Synagogae et Ecclesiae, sono generalmente considerate dalla critica moderna scritte dallo stesso autore, grazie a studi fatti su fonti comuni, rimandi testuali, usus scribendi molto simile e riprese letterali all’interno delle diverse opere. Interessante è il fatto che l’Altercatio è citata da un contemporaneo di Tritemio, Johannes Rotensis Rapolt monaco del priorato di Mönchsroth e poi ad Hirsau nel 1511 che la attribuisce proprio a Corrado.
Appurato che tutte le opere siano state scritte dallo stesso autore, l’altro grande problema della critica è capire chi sia questo autore. Ad oggi è generalmente accettata l’attribuzione appunto a Corrado, detto Peregrino, ma non vi è la certezza assoluta né che le abbia scritte Corrado, né che Corrado e Peregrino siano la stessa persona. Il dibattito è ancora aperto: ad esempio Seyfarth, nell’introduzione alla sua edizione dello Speculum virginum,.non fa assolutamente riferimento ad un autore possibile dell’opera, cancellando sostanzialmente Corrado da Hirsau; mentre Mews si schiera totalmente a favore dell’attribuzione al monaco tedesco.
Per quanto riguarda lo pseudonimo Peregrinus, è lo stesso nome di uno degli interlocutori del dialogo dello Speculum: questa potrebbe essere una spia che conferma l’attribuzione quanto una semplice finzione letteraria – neanche così particolare – che ricorre solo in quest’opera. È stata ritrovata però una notazione del XII secolo su di un manoscritto contenente il Matricularium che riporta proprio la parola “peregrinus”; inoltre nella prima riga della lettera posta all’inizio del Dialogus de cruce l’autore fa riferimento alla propria “peregrinatio”. Questi sono nuovamente solo indizi, che però potrebbero indicare una sorta di firma dell’autore. Unendo quindi:
- le testimonianze di Tritemio a quelle di altri abati e autori successivi
- una decina di testimoni che riportano il testo latino completo dello Speculum virginum la cui lettera iniziale è firmata con la C.
- il fatto che un manoscritto riportante il testo del De fructibus carnis et spiritus riporti sul margine inferiore di una pagina la scritta “Hhunradus”

si può quantomeno affermare che le probabilità che Peregrinus sia Conradus e che questi sia l’autore delle opere viste sia piuttosto alta.

### Fonti
- Accessus ad auctores. Bernard d’Utrecht. Conrad d’Hirsau, Dialogus super auctores, ed. R. B. C. Huygens, Leiden 1970, pp. 71-131.
- Conrad de Hirsau, Dialogus super auctores, ed. R. B. C. Huygens, Bruxelles 1955.
- Conradi Hirsaugiensis, «Dialogus super auctores» sive «Didascalon». Eine Literaturgeschichte aus dem XII. Jahrhundert, ed. G. Schepps, Würzburg 1889.
- Corrado di Hirsau Dialogo sugli autori, R. Marchionni (cur.), Pisa-Roma 2008.
- Dialogus de mundi contemptu vel amore: Extraits de l’Allocutio ad Deum et du De veritatis inquisitione / attribué à Conrad d’Hirsau, ed. R. Bultot, Louvain-Lille 1966.
- Speculum virginum, ed. J. Seyfarth, Turnhout 1990 (CCCM 5).

### Strumenti e studi
- G. Becker, Catalogi bibliothecarum antiqui, Bonn 1885, pp. 219-220.
- M. Bernards, Um dem Zusammenhang zwischen «Speculum virginum», «Dialogus de mundi contemptu vel amore» und verwnadte Schriften in «Recherches de théologie ancienne et médiévale» 34, 1967, pp.84-130.
- M. Bernards, Zur Geschichtstheologie des Speculum virginum, in «Revue Bénédectine» 75, 1965, pp. 277-295.
- R. Bultot, Autor du Speculum virginum, in «Revue d'Histoire Ecclésiastique» 64, 1969, pp. 808-810.
- R. Bultot, L’auteur de l’«Altercatio Synagogae et Ecclesiae»: Conrad d’Hirsau?, in «Recherches de théologie ancienne et médiévale» 32, 1965, pp. 263-276.
- R. Bultot, L’auteur et la fonction littéraire du «De fructibus carnis et spiritus», in «Recherches de théologie ancienne et médiévale» 30, 1963, pp. 148-154.
- C.A.L.M.A Compendium Auctorum Latinorum Medii Aevi (500-1500), II/6, M. Lapidge, G. C. Garfagnini, C. Leonardi, F. Santi et al. (cur.), Firenze 2000-, pp. 687-688. [Disponibile online su mirabile.it
- Die deutsche Literatur des Mittelalters. Verfasserlexikon, vol.5, Kurt Ruh et al. (cur.), Berlin-New York 1977-2004, pp. 204-208.
- J. A. Fabricius, Bibliotheca latina mediae et infimae aetatis, Firenze 1858, p. 383.
- R. B. C. Huygens, Notes sur le "Dialogus super auctores" de Conrad de Hirsau et le "Commentaire sur Théodule" de Bernard d'Utrecht in «Latomus» 13, fasc.3, 1954, pp. 420-428.
- Lexikon des Mittelalters, vol.5, München - Zürich 1980-1998, p.1359-60.
- M. Manitius, Geschichte der lateinischen Literatur des Mittelalters, III, München 1931, pp. 315-319.
- R. Marchionni, Zum Aufbau des Lektürekanos einer Klosterschule: der «Dialogus super auctores» des Konrad von Hirsau, in «Mittellateinisches Jahrbuch», 44, 2009, pp. 395-406.
- Neue deutsche Biographie, XII, Berlin 1953, p.543.
- M. Putnam, J. Ziolkowski, The Virgilian tradition: the first fifteen hundred years, Yale, 2008, pp. 739-744.
- E. A. Quain, The medieval accessus ad auctores in «Traditio» 3, 1945, pp. 215-264.
- M. G. Rainini, Corrado di Hirsau e il «Dialogus de cruce», Firenze 2014.
- M. G. Rainini, Oltre il velo delle immagini, Il Dialogus de cruce (Clm 14159) e Corrado/Peregrinus di Hirsau, in «Rivista di storia del cristianesimo» 6, 2009, pp. 121-157.
- H. Silvestre, Le schéma «moderne» des accessus, in «Latomus» 16, fasc.4, 1957, pp. 684-689.
- J. Trithemius, De scriptoribus ecclesiasticis, 1494, pp. 162-163.
- J. Trithemius, Opera pia et spiritualia, Magonza 1604, p. 52.
- L. G. Whitbread, Conrad of Hirsau as Literary Critic, in «Speculum», 47, aprile 1972, pp. 234-245.